# Acacia stereophylla
Acacia stereophylla — вид квіткових рослин з родини бобових. Ареал: Австралія (Західна Австралія).

## Середовище
Основна частина популяції зустрічається від Національного парку Калбаррі на північному заході до Тамміна на південному сході та до Бурабіна на сході.

## Біоморфологічна характеристика
Дерево або кущ зазвичай виростає до висоти від 1 до 6 метрів. Має голі гілочки, вкриті волосками в пазухах. Вічнозелені філодії прямої або злегка вигнутої форми, у довжину від 10 до 18 см і вшир від 1,3 до 6,5 мм і багато тісно розташованих тонких жилок. Цвіте з червня або серпня до жовтня жовтими квітками.